# Michel Rolle
Michel Rolle (ur. 21 kwietnia 1652 w Ambert, zm. 8 listopada 1719 w Paryżu) – francuski matematyk.
Od 1685 był członkiem Francuskiej Akademii Nauk w Paryżu. Jako pierwszy podał metodę wyodrębniania pierwiastków równań algebraicznych (twierdzenia Rolle’a z 1691). W początkach XVIII wieku skrytykował oficjalnie rachunek różniczkowy Gottfrieda Wilhelma Leibniza.
Wprowadził także notację {\displaystyle {\sqrt[{n}]{x}}} dla oznaczenia pierwiastka n-go stopnia z {\displaystyle x.}